# Macedonia Superiore

Alta Macedonia

Macedonia Superiore nel IV secolo a.C.

La Macedonia Superiore (greco: Ἄνω Μακεδονία, Ánō Makedonía) è un termine geografico e tribale usato per descrivere le regioni che divennero parte del regno di Macedonia all'inizio del IV secolo a.C. Da questa data, i suoi abitanti vennero politicamente resi uguali a quelli della macedonia Inferiore. La Macedonia Superiore era divisa nelle regioni di Elimiotide, Eordia, Orestide, Lincestide e Pelagonia.
Ecateo e Strabone identificarono le genti di questi regni montani macedoni come di stirpe epirota. Due delle maggiori dinastie elleniche originarono dalla Macedonia Superiore: i Lagidi da Eordia e i Seleucidi da Orestis.
Certi nomi macedoni superiori non sembrano greci (Arrhabaios, Arrhidaios, Derdas, Sabattaras), e alcuni studiosi come Eugene N. Borza ipotizza che gli abitanti della Macedonia Superiore mantengano molti degli originari nomi macedoni presumibilmente non-ellenici successivamente perduti tra i macedoni inferiori. Altri pensano che questi nomi possano essere ellenici, sebbene molti di essi non abbiano ancora una chiara etimologia ellenica, mentre altri suppopongono che i nomi fossero presi in prestito dai traci e/o illirici.

## Re di Macedonia provenienti dalla Macedonia Superiore
Dinastia argeade
- Perdicca
- Argeo I di Macedonia
- Alceta I di Macedonia
- Aminta I di Macedonia

Dinastia antigonide
- Antigono I Monoftalmo
- Antigono II Gonata
- Antigono III Dosone
- Perseo di Macedonia

Dinastia tolemaica
- Tolomeo I (Ptolemaios Soter)